# Víctor García (Regisseur)
Víctor García (* 4. Dezember 1974 in Barcelona) ist ein spanischer Film- und Fernsehregisseur, der insbesondere im Bereich des Horrorfilms aktiv ist.

## Leben
García war zunächst im Bereich der Spezialeffekte im Filmgeschäft tätig. In diesem Zusammenhang war er in den 2000er Jahren u. a. an den Filmen Dagon (2001), Sprich mit ihr (2002) sowie Hellboy (2004) beteiligt. 2003 realisierte er mit El ciclo sein erstes Filmprojekt, einen Kurzfilm. Mit diesem Streifen gewann er auf einigen Filmfesten Preise und lenkte letztlich einige Aufmerksamkeit aus der US-amerikanischen Filmindustrie auf sich.
Nachfolgende Filmprojekte zerschlugen sich und erst 2007 folgte mit Haunted Hill – Die Rückkehr in das Haus des Schreckens Garcías erster Langfilm. Es handelt sich um die Direct-to-Video-Fortsetzung zu Haunted Hill aus dem Jahr 1999. 2010 folgten Mirrors 2, eine  Fortsetzung zu Mirrors (2008), sowie die Fernsehproduktion Arctic Predator – Der weiße Tod.
García blieb dem Horrorgenre treu und drehte 2011 mit Hellraiser: Revelations – Die Offenbarung den neunten Teil der Hellraiser-Filmreihe. 2013 realisierte er Gallows Hill, 2019 folgte An Affair to Die For, 2022 mit The Communion Girl erneut ein Horrorfilm.

## Filmografie
- 2003: El ciclo (Kurzfilm)
- 2007: Haunted Hill – Die Rückkehr in das Haus des Schreckens (Return to House on Haunted Hill)
- 2010: Mirrors 2
- 2010: Arctic Predator – Der weiße Tod (Arctic Predator)
- 2011: Hellraiser: Revelations – Die Offenbarung (Hellraiser: Relevations)
- 2013: Gallows Hill – Verdammt in alle Ewigkeit (Gallows Hill)
- 2019: An Affair to Die For
- 2022: The Communion Girl (La niña de la comunión)